# غاري فرانكلين
غاري فرانكلين (بالإنجليزية: Gary Franklin)‏ هو ناقد سينمائي وصحفي أمريكي، ولد في 22 سبتمبر 1928، وتوفي في 2 أكتوبر 2007.

## وصلات خارجية
- غاري فرانكلين على موقع IMDb (الإنجليزية)